# Brixen
Brixen (njemački: Brixen, talijanski: Bressanone i ladinski: Persenon) grad je u talijanskoj autonomnoj pokrajini Južni Tirol.

## Zemljopis
Brixen je središte južno-tirolskog okruga Eisacktal. Nalazi se oko 40 km sjeverno od Bozena i 45 km južno od prijevoja Brenner i austrijsko-talijanske državne granice od 1919. godine. Grad leži na dvije rijeke i to Eisack i Rienz. 

## Povijest
Prvi put se spominje 901. godine kao Prihsna, najstariji je grad na području cijelog Tirola i danas je s oko 19.000 stanovnika treći grad Južnog Tirola po veličini. 
S odjelima sveučilišta u Bozenu i Padovi Brixen je od 2001. godine postao i sveučilišni grad. Brixen je sjedište i Teološko-filozofske visoke škole kao najstarije visokoškolske ustanove na području Tirola.

## Gradovi partneri
- Regensburg, Njemačka
- Bled, Slovenija
- Marquartstein, Austrija

## Galerija
- Katedrala
- Panorama Brixena
- Katedrala noću
- Slikovita ulica u gradu
- Katedrala

## Vanjske poveznice
|  | Zajednički poslužitelj ima još gradiva o temi Brixen |

- Turizam
- Službena stranica grada Brixena
- Povijest Tirola i Brixena  Arhivirana inačica izvorne stranice od 29. travnja 2007. (Wayback Machine)